# Telia Company
Telia Company AB (vorher TeliaSonera AB) ist der führende Telekommunikationskonzern und Mobilfunknetzbetreiber in Finnland, Schweden und Litauen. Das Unternehmen ist darüber hinaus auf weiteren nord- und osteuropäischen Märkten aktiv, teilweise mit Tochterfirmen wie z. B. Azercell, Kcell, Moldcell, Telia Eesti sowie Telia Lietuva.

## Sitz und Geschäftstätigkeit
Telia mit Hauptsitz in Stockholm hat in Eurasien über 189 Millionen Kunden und beschäftigt ca. 21.000 Mitarbeiter. Der Umsatz betrug im Jahr 2016 etwa 84,78 Mrd. Schwedische Kronen (entspricht 8,854 Mrd. EUR mit Kurs vom 31. Dezember 2016).
Das Mobilfunkgeschäft in Skandinavien und im Baltikum trug 2013 37,5 % zum Umsatz bei, etwa 16,7 % entfiel auf die Breitband-Sparte.
Darüber hinaus betreibt Telia mit dem Geschäftsbereich Eurasia das Mobilfunkgeschäft in Kasachstan, Aserbaidschan (über die Azercell), Usbekistan, Tadschikistan, Georgien und Moldawien (über Moldcell). Beteiligungen an Mobilfunkunternehmen in Russland sowie Afghanistan gehören ebenso zum Geschäftsbereich. Der Geschäftsbereich Eurasia trug 2013 mehr als 50 % zum Umsatz des Telia-Konzerns bei.
Die Aktien des Unternehmens werden an der Nordischen Wertpapierbörse OMX gehandelt. 37,3 % der Aktien von Telia gehören dem schwedischen, 11,7 % dem finnischen Staat.
Telia übernahm Ende 2009 Eesti Telekom AS und benannte sie um auf Telia Eesti. Im Jahr 2017 verschmolz sie ihre beide Tochterunternehmen Omnitel und TEO LT sowie Lintel in die Telia Lietuva. Damit ist dieses Unternehmen der größte Telekommunikationsanbieter in Litauen.
Im zweiten Halbjahr 2020 verkaufte Telia seine Anteile von Turkcell an den türkische Staatsfonds TWF.

## Geschichte
Das Unternehmen entstand im Jahr 2003 durch die Fusion des schwedischen Unternehmens Telia und des finnischen Unternehmens Sonera unter den Namen TeliaSonera. Im Jahr 2016 wurde die Gruppe in Telia Company umbenannt. Telia selbst wurde im Jahr 1853 als Kungl. Telegrafverket gegründet, von 1953 an bis 1993 lautete der Name Televerket, bevor sie auf den heutigen Namen benannt wurde.
Anfang Juni 2008 legte France Télécom ein Angebot für die Übernahme von Telia vor, welches das Unternehmen mit 27 Milliarden Euro bewertete. Nachdem die Geschäftsführung von Telia wie auch die Regierungen der Miteigentümer Schweden und Finnland das Angebot als zu niedrig einstuften, verzichteten die Franzosen auf eine Erhöhung des Angebotes und zogen dieses noch im Juni 2008 ganz zurück.
Als weltweit erster Mobilfunkanbieter hat Telia 2009 sein kommerzielles 4G-Netz auf LTE-Basis in Schweden und Norwegen in Betrieb genommen. 2010 folgten Finnland, Dänemark, Estland, Lettland und Litauen.

### (Historische) Logos der Gesellschaften

Historisches Logo
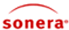
Sonera-Logo (Finnland) bis 2011
Historisches Logo
Telia-Logo bis 2011